# Anello Scarff

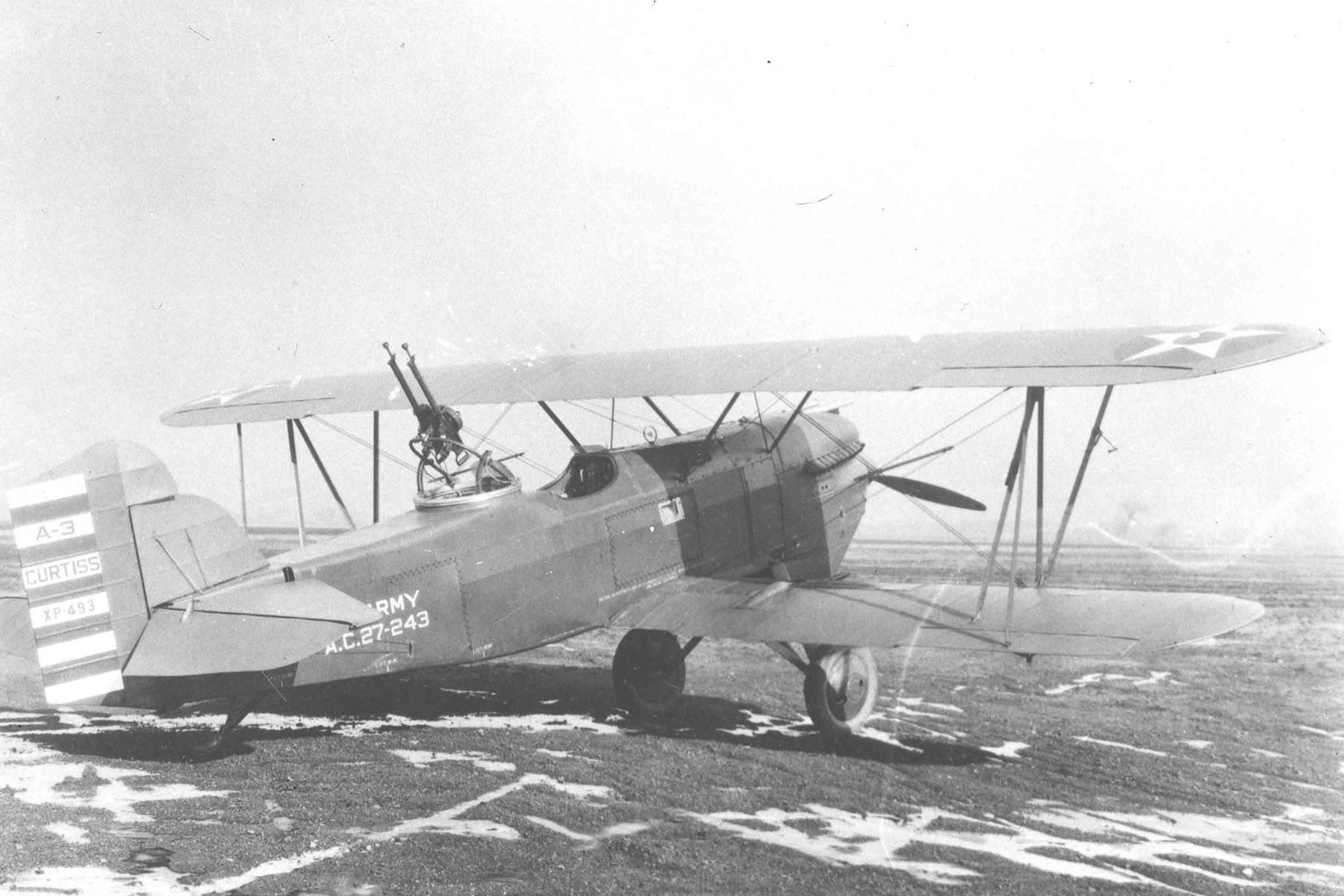
Anello Scarff su un Curtiss A-3 Falcon

L'anello di Scarff  o Scarff ring è un particolare sistema di sospensione di una mitragliatrice che, montato su un aereo, ne permette il puntamento rapido in tutte le direzioni.

## Storia

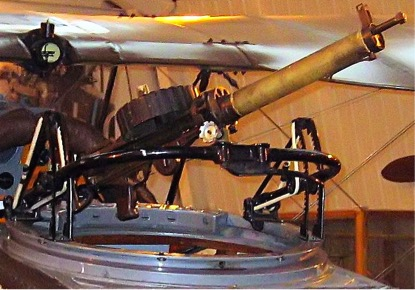
Particolare Anello Scarff su (Bristol F.2B)

L'anello di Scarff fu inventato durante la prima guerra mondiale dal maresciallo F.W. Scarff del dipartimento dell'aria inglese (Warrant Officer of Admiralty Air Department), per facilitare il movimento veloce della mitragliatrice da parte del mitragliere sugli aerei a due posti. 
Questo meccanismo venne adottato da molte aeronautiche militari fino alla successiva realizzazione e produzione in serie delle torrette mobili chiuse che si diffusero a partire dagli anni 1930 sostituendolo.
L'anello di Scarff entrò in servizio nel luglio 1916, esso consentiva di spostare agevolmente la mitragliatrice con il grande vantaggio di non affaticare il mitragliere più di tanto, ma soprattutto con questo accorgimento il mitragliere poteva contrastare l'attacco di un aereo nemico da qualunque parte esso arrivasse.
Nel 1930, in Germania fu sviluppato un sistema simile chiamato Drehkranz D 30 (in tedesco: piattaforma girevole) che è stato utilizzato su un gran numero di aerei tedeschi, in particolare il Junkers Ju 52.

## Tecnica
Esso è costituito da due anelli di acciaio, uno completo fissato alla struttura della fusoliera che resta fisso e parallelo su essa. Questo primo anello consente alla mitragliatrice la rotazione a 360° sull'asse orizzontale.
Su questo primo anello posto alla base del meccanismo, su cuscinetti a sfera, scorre un secondo semi-anello in metallo tubolare, che grazie a due guide verticali, può essere anche inclinato o alzato sull'asse verticale, oltre che ruotato orizzontalmente. 
Su questo secondo semianello e montata l'arma che ha la possibilità di spostarsi liberamente una volta bloccata al secondo semianello. L'arma così può essere ruotata e alzata sfruttando la mobilità sui due assi del semianello. 
L'elevazione dell'anello può essere bloccata in qualunque posizione grazie alle guide verticali.
L'arma e il supporto ad arco vengono contro-bilanciati da robuste corde di gomma, che, permettono il ritorno dell'arma alla posizione di partenza senza esercitare sforzo da parte del mitragliere.
Talvolta l'anello Scarff era dotato di due mitragliatrici Lewis per migliorarne il volume di fuoco, questa variante dell'anello era chiamata come la nota marca di biscotti inglesi: Huntley & Palmers.
Dopo il 1975 e l'anello di Scarff è stato montato anche su mitragliatrici M240 installate su motovedette.